# Кастрофилипо
Кастрофилѝпо (на италиански: Castrofilippo; на сицилиански: Castrufilippu, Каструфилипу) е малко градче и община в Южна Италия, провинция Агридженто, автономен регион и остров Сицилия. Разположено е на 460 m надморска височина. Населението на общината е 3034 души (към 2010 г.).